# Muredach
Muredach (... – Ballina, 12 agosto 590) è stato un vescovo irlandese, ritenuto il primo della diocesi di Killala; venne canonizzato da papa Leone XIII nel 1898.

## Biografia
Secondo una certa tradizione, fu il primo vescovo di Killala e fu insediato direttamente da san Patrizio in un anno tra il 434 e il 441.
Un'altra tradizione, più attendibile, lo vuole figlio di Eochaid, discendente del re d'Irlanda Leaghaire, e pone il suo episcopato a metà del VI secolo.
Pius Bonifacius Gams ipotizzò l'esistenza di due vescovi omonimi, ma tale soluzione non è accettata da tutti gli storici.
Partecipò al sinodo di Drumceat e nel 575 incontrò san Columba a Easdara; fondò il monastero di Inismurray, nella baia di Killala.
Morì un 12 agosto, attorno al 590.

## Il culto
La festa di san Muredach è già recensita al 12 agosto nei martirologi di Tallaght e del Donegal.
Il suo culto come santo fu confermato da papa Leone XIII con decreto del 19 giugno 1902.
Il suo elogio si legge nel martirologio romano al 12 agosto.